# 聖剣
聖剣（せいけん）とは、神話や伝説、あるいは小説などのフィクションに登場する、聖なる力を与えられた剣の総称。
聖剣の多くは、神や妖精などによって聖なる力を与えられ、超自然的な力を持つ。神が持つ聖剣は神の象徴であり、英雄が持つ聖剣は王権の象徴や民族の勝利の象徴であることが多い。

## 神話
- 日本神話
  - 天之尾羽張
  - 天羽々斬
  - 天叢雲剣（草薙の剣）
  - 十束剣
  - 布都御魂
- ケルト神話
  - カラドボルグ
  - フラガラッハ
- 北欧神話
  - グラム
  - ミスティルテイン
  - フロッティ
  - ホヴズ
  - リジル
  - レーヴァテイン
  - エッケザックス
  - スケヴニング
- ギリシア神話
  - ダモクレスの剣

## 伝説
- イギリス
  - フルンティング
  - アスカロン
  - アロンダイト
  - エクスカリバー
    - 石に刺さった剣

  - カーテナ
- 中国
  - 干将・莫耶
- アイルランド
  - クラウ・ソラス
- フランス
  - ジョワユーズ
  - デュランダル
- ドイツ
  - バルムンク
  - ブルートガング
- 日本
  - ソハヤノツルギ
- 仏教
  - 倶利伽羅剣
- イスラム教
  - ズルフィカール

### サウジアラビア
ラハイヤーン
رَحَيَّان（Raḥayyān / Raḥaiyān, ラハイヤーン）
日本において「サウジアラビア王家が代々引き継いでいる聖剣ラハイヤン」として紹介されている名刀。ジャック・ブノワ＝メシャン（Jacques Benoist-Méchin）が著書の中で名前を挙げているダマスカス鋼製の剣で、サウード家の祖ムハンマド・イブン・サウードが1745年の盟約時にムハンマド・イブン・アブドゥルワッハーブから授かったと記述している。
ジャック・ブノワ＝メシャンによると元々はラハイヤーンはタミーム族の所持品で、タミーム族の一員であるワッハーブ家への祝福としてラハイヤーンの保持者に繁栄・幸福・勝利を授ける効果があったという。そのことから日本では聖剣として紹介されたものと思われる。
現地ではサウード家に対しワッハーブ家から盟約時に手渡された剣としてラハイヤーンという名前が取り上げられることは無く、国旗に描かれた剣も単に「ムハンマド・イブン・サウードの武力の象徴」や「愛国心の象徴」とのみ説明されている。サウード家が代々大切にしてきた複数刀剣の名称一覧などにも含められているアラビア語資料・記事も無いため、"国宝ラハイヤン"という情報については疑義があると言わざるを得ない。
サウジアラビア王家が引き継いできた名剣は何本かあり、その中で有名なものの一つが الأجرب（al-ʾAjrab, アル＝アジュラブ）となっている。（アル＝）アジュラブは第二次サウード王国のトゥルキー国王が所有していたナジュド地方製の剣で、刀身に錆があったことから「疥癬の、疥癬患者の」という意味のアジュラブという名前で呼ばれた。アジュラブは150年ほどバーレーンにあったが、サウード家の元に久々に戻り話題となり、建国のシンボルとして展示されるなどしている。
サウジアラビアソースで実際に確認可能な رَحَيَّان（Raḥayyān / Raḥaiyān, ラハイヤーン）の名称は、1901年にリヤード攻撃を行ったアブドゥルアズィーズが戦士 مسعود المبروك（Masʿūd al-Mabrūk, マスウード・アル＝マブルーク）に授けた刀の名前となっている。マスウードは晩年までラハイヤーンを手元で大切に保管し、ファイサル国王の時代に王室に返還したという。
なお『معجم أسر بريدة』によるとラハイヤーンは剣が持つ性質から名付けられる属性名のようなもので、サウジアラビアのブライダ一帯を統治していたタミーム族アブー・ウライヤーン家が持っていた家宝・名剣ラハイヤーンに関してはその鋭さのあまり石臼を真っ二つに切り裂いたほどだったという逸話から名付けられたもので、和訳すると「臼切り」といった意味になる。ナジュド地方では名の知られた剣だったという。